# روي كوزينز
روي كوزينز (بالإنجليزية: Roy Cousins)‏ هو ملحن ومنتج أسطوانات ومغني جامايكي، ولد في 1949 في كينغستون في جامايكا.